# Rio Bistra Mare
O Rio Bistra Mare é um rio da Romênia afluente do Rio Bistra, localizado no distrito de Neamţ.